# Paracaesio caerulea
Paracaesio caerulea är en fiskart som först beskrevs av Katayama 1934.  Paracaesio caerulea ingår i släktet Paracaesio och familjen Lutjanidae. Inga underarter finns listade i Catalogue of Life.
Vuxna individer är vanligen 30 cm långa och de största exemplaren når en längd av 50 cm. Ryggfenan har 10 taggstrålar och 10 mjukstrålar. Analfenan bildas av 3 taggstrålar och 8 mjukstrålar. Fjällen på ryggen bilar rader som ligger parallell till sidolinjen. Ungar är blåaktiga och vuxna individer är silverfärgade till vita. Paracaesio caerulea har en gulaktig stjärtfena och de andra fenorna är vita eller genomskinliga.
Denna fisk förekommer i västra Stilla havet kring centrala och södra Japan, kring Taiwan och vid Chesterfieldöarna (Nya Kaledonien). Den vistas i områden som ligger djupare än 100 meter under havsytan och där havets botten utgörs av klippor.
Paracaesio caerulea är vanlig som matfisk på marknader i regionen. Populationens storlek är inte känd. IUCN kategoriserar arten globalt som otillräckligt studerad.